# 1973年日本

## 政府
- 天皇：裕仁
- 內閣總理大臣：田中角榮

## 大事記
- 4月1日：哆啦A夢動畫在日本電視台首播。
- 11月9日：熊本大洋百貨火災。

## 出生
- 4月16日——野島裕史，配音員。
- 9月24日——丹下櫻，配音員。

## 逝世
- 4月25日——石橋湛山，政治人物。
- 8月18日——益谷秀次，政治人物。